# Nianfo
Nianfo (chinois : 念佛, pinyin : niànfó  ;  japonais : 念仏, nenbutsu ou nembutsu  ;  coréen : 염불, yeombul  ;  vietnamien : niệm Phật) est un terme du bouddhisme Mahāyāna de la Terre pure, dérivé du terme sanskrit buddhānusmṛti (en) qui signifie littéralement « penser au bouddha », « se souvenir du bouddha » et « invoquer le bouddha »,. Dans les écoles de la Terre pure, le terme désigne souvent la récitation (ou répétition) du nom du bouddha Amitābha (en japonais, nenbutsu — également transcrit « Nembutsu » en français — expression qui signifie « vénération au bouddha » et désigne l’hommage à Amitābha).

## Nianfo en Inde
Le nianfo sanscrit pratiqué en Inde n’est pas mentionné dans le corps des deux principaux sūtras de la Terre pure, mais apparaît dans l’introduction du Sukhāvatīvyūha Sūtra en sanskrit :
नमोऽमिताभाय / Namo’ mitābhāya.
L’apostrophe et l’omission du premier A de Amitābha s’explique par les transformations sandhi. Le premier A est implicite.
Cette phrase signifie littéralement « hommage à la Lumière Infinie » (le mot « Amitābha » signifiant littéralement « Lumière Infinie »). La prononciation sanskrite est la suivante (dans l’alphabet phonétique international) :
[nɐmoːmit̪ɑːbʱɑːjɐ]

## Formes du nianfo
La pratique du nianfo s’est diffusée en Asie de l’Est à partir de l’Inde, prenant diverses prononciations.
| Langue     | Écriture                                                             | Transcription                                       |
| ---------- | -------------------------------------------------------------------- | --------------------------------------------------- |
| Sanskrit   | नमोऽमिताभाय                                                              | Namo Amitābhāya                                     |
| Chinois    | Chinois traditionnel : 南無阿彌陀佛 Chinois simplifié : 南无阿弥陀佛 | Nāmó Ēmítuófó                                       |
| Japonais   | Kanji : 南無阿弥陀仏 Hiragana : なむ あみだ ぶつ                     | Namu Amida Butsu                                    |
| Coréen     | Hanja : 南無阿彌陀佛 Hangul : 나무아미타불                           | Namu Amita Bul                                      |
| Vietnamien | Chữ Quốc ngữ : Nam mô A di đà Phật Chữ nôm : 南無阿彌陀佛            | Nammo Ayida Fut ou Fan (sud) Nammo Azida Fat (nord) |

En Chine, la pratique du nianfo a été codifiée avec l’établissement de l’école bouddhique de la Terre pure. La forme la plus commune de nianfo est le mantra de six syllabes (南無阿彌陀佛, Nāmó Ēmítuófó), parfois abrégé Āmítuó Fó.

## Principe du nianfo
Dans la plupart des traditions de la Terre pure, chanter le nom du bouddha Amitābha l’esprit apaisé est vu comme un moyen d’atteindre la Terre pure occidentale d’Amitābha (Sukhāvatī), aidant le pratiquant à repousser le mauvais karma qui entrave la voie de la bouddhéité. La Sukhāvatī est un lieu où l'on échappe à la souffrance de l’existence, quelles que soient les transgressions passées.
En Chine, le nianfo est plus particulièrement conçu comme un type de mantra utilisé en méditation, récité par exemple en égrainant un nenju. Il est chanté doucement selon le vénérable Nan Huaijin. Lorsque des pensées troublantes surviennent, le nianfo est répété pour les chasser. Avec de la pratique, il permet à l’esprit d’atteindre le samādhi (pratique du nianfo samādhi).
Au Japon, les écoles de la Terre pure (Jōdo ou Nembutsu) ont différentes interprétations du nianfo (nenbutsu), qui est souvent basé sur la foi en Amitābha plutôt que la pratique de la méditation. Dans le Jōdo shinshū, le nianfo est réinterprété comme l’expression de sa gratitude envers le bouddha Amitābha: la foi seule permet d’atteindre le Sukhāvatī. Dans le Ji shū, le nianfo était associé à des danses extatiques nommées odori nenbutsu. Le nenbutsu (Nembutsu) est interdit au Japon de 1207 à 1211 après le bannissement et l’exil forcé de Hōnen et de ses disciples de la capitale impériale Kyōto : cet épisode est nommé nenbutsu-ban. Cette interdiction est due aux demandes de moines importants d’autres écoles bouddhiques plus ancienne.

## Origine du nianfo
Le plus ancien sūtra connu décrivant le nianfo est le Pratyutpanna Sūtra (Ier siècle av. J.-C.), peut-être originaire de Gandhāra. Le sūtra ne porte pas sur le vœu d’Amitābha ou la Sukhāvatī, mais décrit plutôt la récitation du nom d’Amitābha comme en moyen d’entrer dans son royaume par la méditation en fonction de la pureté du pratiquant. Ce n’est que plus tard que le nianfo devient une pratique purificatrice en soi.

« Les bodhisattvas ont entendu parler du bouddha Amitābha et l’appellent en esprit encore et encore. Grâce à cet appel, ils voient le bouddha Amitābha. Après l’avoir vu, ils lui demandent quel dharma suivre pour renaître dans le royaume du bouddha Amitābha. Alors le bouddha Amitābha répond aux bodhisattvas : "Si vous souhaitez venir et renaître dans mon royaume, vous devez m’appeler en esprit encore et encore, vous devez toujours garder à l’esprit cette pensée sans l’abandonner, et alors vous réussirez à renaître dans mon royaume. »

— Sūtra Pratyutpanna
Le Sukhāvatīvyūha Sūtra et le Sūtra d'Amitābha (abrégé) décrivent ensuite tous deux la pratique du nianfo. Il n’est cependant pas déterminé quel sūtra est le plus ancien, et jusqu’à quel point la pratique du nianfo était déjà répandue en Inde.
Le bouddhisme de la Terre pure et le nianfo deviennent suffisamment populaires en Inde pour permettre sa diffusion rapide en Chine puis dans toute l’Asie de l’Est.